# Hans Erlenmeyer
Hans Friedrich Albrecht Erlenmeyer (* 20. März 1900 in Straßburg; † 29. Mai 1967 in Basel) war ein deutsch-schweizerischer Chemiker und Antikensammler. Er war Professor für Anorganische Chemie an der Universität Basel.

## Leben und Wirken
Hans Erlenmeyer stammte aus einer Familie von Chemikern, schon sein Großvater Emil Erlenmeyer und sein Vater Emil Erlenmeyer jun. waren Professoren für Chemie. Erlenmeyer studierte von 1918 bis 1922 ebenfalls Chemie in Jena und Berlin, wo er 1922 promoviert wurde (Über die asymmetrische Synthese) und Assistent von Bernhard Lepsius war. 1925 wurde er Assistent bei Friedrich Fichter in Basel, habilitierte sich 1927 in anorganischer Chemie und wurde 1933 außerordentlicher Professor in Basel. 1941 wurde er als Nachfolger von Fichter ordentlicher Professor und Leiter des Instituts für Anorganische Chemie.
Erlenmeyer befasste sich in rund 500 Veröffentlichungen mit Strukturchemie und Immunchemie, insbesondere Grundlagenforschung für die Chemotherapie der Tuberkulose. Er war seit 1934 schweizerischer Staatsbürger. Er half vielen Verfolgten des Nationalsozialismus an seinem Institut in Basel.
Zusammen mit seiner zweiten Frau Marie-Louise Erlenmeyer (1912–1997) sammelte er prähistorische und antike Kunst aus Griechenland und Mesopotamien. Die Ankäufe fanden zwischen 1943 und den frühen 1960er Jahren statt. Die Erlenmeyers verliehen ihre Stücke teilweise an das Antikenmuseum Basel und an große internationale Ausstellungen und schrieben selbst wissenschaftliche Publikationen auf dem Gebiet der Archäologie. In den späten 1950er oder frühen 1960er Jahren kauften sie große Teile des sogenannten Keros-Horts aus der frühen Kykladenkultur von einem griechischstämmigen Kunsthändler an. Darunter waren sowohl das größte bekannte Kykladenidol als auch über 150 Bruchstücke von weiteren Idolen sowie Keramiken und andere Objekte. Griechenland erhob später Ansprüche auf Restitution des größten Idols, weil es wie der gesamte Hort aus einer Raubgrabung stammt und illegal aus dem Land geschmuggelt wurde. Da dies vor dem UNESCO-Übereinkommen über Maßnahmen zum Verbot und zur Verhütung der unzulässigen Einfuhr, Ausfuhr und Übereignung von Kulturgut aus dem Jahr 1970 geschah, wurde das Handeln der Sammler als gutgläubig angesehen.
Nach einem Stück aus der Sammlung benannte Jack L. Benson den korinthischen Erlenmeyer-Maler.
1981 gründete Marie-Louise Erlenmeyer die Erlenmeyer-Stiftung zugunsten von Tier- und Artenschutz. Zugunsten dieser Stiftung wurde die Sammlung zwischen 1988 und 1998 in mehreren Auktionen bei Christie’s  und Sotheby’s  versteigert, der Erlös wurde in die Stiftung eingebracht. Präsident des Stiftungsrates ist Kurt Aeschbacher (Stand 2020).

## Versteigerungskataloge der Sammlung Erlenmeyer
- Ancient Near Eastern texts from the Erlenmeyer Collection. 13 December 1988. London, Christie’s 1988
- The Erlenmeyer collection of Cretan seals. The property of the Erlenmeyer Stiftung  which will be sold at Christie’s Great Rooms on Monday 5 June 1989. Christie’s, London 1989
- The Erlenmeyer collection of Ancient Near Eastern stamp seals and amulets. The property of the Erlenmeyer Stiftung which will be sold at Christie’s Great Rooms on Tuesday 6 June 1989. Christie’s, London 1989
- Cycladic and classical antiquities from the Erlenmeyer Collection. The property of the Erlenmeyer Stiftung (a foundation for animal welfare). Monday 9th July 1990. Sotheby’s, London 1990
- Western Asiatic cylinder seals and antiquities from the Erlenmeyer Collection (Part I). Thursday 9th July 1992. Sotheby’s, London 1992
- Antiquities including Western Asiatic cylinder seals and antiquities from the Erlenmeyer Collection (Part II). Thursday, 12 June 1997. Sotheby’s, London 1997
- Antiquities and Islamic art. Including antiquities and Western Asiatic seals from the Erlenmeyer Collection, … June 4, 1998. Sotheby’s, New York, 1998